# Borbeck-Mitte
Borbeck-Mitte est un quartier d'Essen en Allemagne, correspondant à l'ancienne ville de Borbeck, incorporée dans le district d'Essen le 1er avril 1915.
Borbeck-Mitte est le quartier central (de) du 4e arrondissement municipal d'Essen. Il compte 13 877 habitants (au 30 septembre 2019), pour une superficie de 3,19 km2.

## Incorporation à la ville d'Essen
Lorsque le reste de la mairie de Borbeck fut complètement intégrée dans la ville-arrondissement d'Essen le 1er avril 1915, il s'agissait, avec 70 000 habitants, de la plus grande communauté rurale prussienne. Les accords d'incorporation furent signés en mars 1914, mais ils avaient été précédés de sept années de tractations. Le dernier maire de Borbeck a été Ferdinand Carl Valentin Baasel (1907–1915).
Au début du XXe siècle, il n'y avait ni classe moyenne ni classe moyenne supérieure à Borbeck, ce qui générait de faibles rentrées fiscales et interdisait tout investissement significatif. La raison était que, pendant la seconde moitié du XIXe siècle, près de 65 000 arrivants s'étaient ajoutés aux 5 000 locaux afin de travailler dans les mines et la sidérurgie, alors en pleine expansion. Mais la ville d'Essen était également intéressée par cette fusion car le canal Rhin-Herne, mis en service en 1914, était essentiel à l'industrie. Gustav Krupp von Bohlen und Halbach milita également pour cela, car sa nouvelle usine sidérurgique rhénane de Duisbourg avait dû être construite à un emplacement alternatif à sa ville natale d'Essen. Pour la construction du port fluvial, l'incorporation de Borbeck était cruciale.
Il y avait alors deux possibilités d'incorporation : le maire d'Essen, Wilhelm Holle (de), défendait en 1907 une vue financière en limitant l'incorporation à la future zone portuaire. Le maire de Borbeck, Ferdinand Baasel, ne pouvait que s'y opposer puisque cela revenait à priver la ville de son développement économique, et donc de son futur. Les négociations concrètes débutèrent en 1911, lorsqu'il fut clair qu'Essen voulait également incorporer Bredeney et Altenessen. La riche municipalité de Bredeney aurait équilibré la balance financière. Politiquement, cela équilibrait aussi les forces dans la municipalité d'Essen puisque Borbeck était aligné sur le Zentrum, alors que Altenessen et Bredeney étaient du bord national-libéral.
Le 14 janvier 1913, le conseil municipal de Borbeck vota avec une majorité claire en faveur de son incorporation. Dans l'accord d'incorporation de 1914, la ville s'engagea à construire des infrastructures telles qu'un tramway, un abattoir, un parc public, un asile municipal, une école supérieure pour filles (de) et des bains publics. Bien sûr, Ferdinand Baasel devenait conseiller municipal d'Essen.